# Мајснерова телашца
Мајснерова телашца су врста механорецептора које су открили анатом Георг Мајснер (1829–1905) и Рудолф Вагнер. Ово тело је тип нервног завршетка у кожи који је одговоран за осетљивост на притисак. Конкретно, они имају највећу осетљивост (најнижи праг) када осете вибрације између 10 и 50 херца. Они су брзо адаптивни рецептори. Највише су концентрисани у дебелој кожи без длаке, посебно на јастучићима прстију.

## Структура
Мајснерова телашца су инкапсулирани мијелинизовани нервни завршеци, окружени Швановим ћелијама. Инкапсулација се састоји од спљоштених потпорних ћелија распоређених као хоризонталне ламеле окружене капсулом везивног ткива. Тело је 30-140 μм у дужини и 40-60 μм у пречнику. Једно нервно влакно вијуга између ламела и кроз цео корпускул.

## Локација
Распрострањени су на различитим деловима коже, али су концентрисани у областима посебно осетљивим на лагани додир, као што су прсти, усне и мушки препуцијум. Тачније, они се првенствено налазе у голој кожи непосредно испод епидермиса унутар дермалних папила.

## Поређење са другим рецепторима
Осећај дубоког притиска (од убода, на пример) се генерише из Пачинијевих телашца (једини други тип фазног тактилног механорецептора), који се налазе дубље у дермису, и неких слободних нервних завршетака.
Такође, Мајснерова телашца не откривају штетне стимулусе; ово се сигнализира искључиво слободним нервним завршецима.

## Развој
Број Мајснерових телашаца по квадратном милиметру људске коже на врховима прстију опада четири пута између 12. и 50. године. Брзина којом се губе добро корелира са губитком осетљивости на додир за мале сонде у вези са узрастом.

## Функција
Мајснерова телашца брзо се прилагођавају. Осетљиви су на промене облика и текстуре у истраживачком и дискриминаторном додиру. Њихова акутна осетљивост пружа неуронску основу за читање Брајевог писма. Због своје површне локације у дермису, ова тела су посебно осетљива на додир и вибрације, али су из истих разлога ограничена у детекцији јер могу само да сигнализирају да нешто додирује кожу.
Било каква физичка деформација телешца довешће до уласка натријумових јона у њега, стварајући акциони потенцијал у нервном влакну телешца. Пошто се брзо прилагођавају или су фазни, генерисани акциони потенцијали се брзо смањују и на крају престају (то је разлог зашто човек престаје да „осећа“ своју одећу).
Ако се стимулус уклони, телашце поново добија свој облик и при томе (тј.: док се физички реформише) изазива стварање још једног таласа акционих потенцијала.